# Концентрация владения медиа
Концентрация владения медиа, также известная как консолидация средств массовой информации или медиа-конвергенция — процесс, при котором всё меньшее количество людей или организаций контролирует доли в средств массовой информации. Исследования 1990-х и начала 2000-х годов указывали на рост уровня консолидации, причём во многих отраслях медиа уже наблюдалась высокая концентрация, где несколько компаний владели большей частью рынка. Однако с распространением интернета более мелкие и разнообразные новые медиа-компании удерживают большую долю общего рынка.
В мировом масштабе к крупнейшим медиа-конгломератам относятся: Bertelsmann, National Amusements (Paramount Global), Sony Group Corporation, News Corp, Comcast, The Walt Disney Company, Warner Bros. Discovery, Fox Corporation, Hearst Communications, Amazon (Amazon MGM Studios), Grupo Globo (Южная Америка) и Lagardère Group.
По состоянию на 2022 год крупнейшими медиаконгломератами по объёму выручки являются Comcast NBCUniversal, The Walt Disney Company, Warner Bros. Discovery и Paramount Global.

## Слияния
Слияния в сфере СМИ происходят, когда одна медиакомпания покупает другую. В 2008 году Джозеф Штраубхаар, Роберт Лароуз и Люсинда Дэвенпорт описали структуру корпоративной собственности медиа в Соединенных Штатах как олигополию .

### Риски для целостности СМИ
Некоторые полагают, что целостность СМИ находится под угрозой, когда собственность на медиарынке сконцентрирована. Добросовестность СМИ относится к способности СМИ служить общественным интересам и демократическому процессу, что делает их устойчивыми к институциональной коррупции внутри системы СМИ, влиянию экономических интересов, конфликту зависимости и политическому клиентелизму.

### Угрозы для сетевого нейтралитета
Сетевой нейтралитет также оказывается под угрозой при слиянии СМИ. Сетевой нейтралитет подразумевает отсутствие ограничений на контент в интернете. Однако крупные корпорации, финансирующие кампании, зачастую оказывают влияние на политические вопросы, что может отразиться на принадлежащих им медиа-платформах. Эти компании, контролирующие доступ к интернету или эфирным частотам, могут представлять контент с уклоном в сторону своих политических взглядов или ограничивать доступ к противоположным политическим точкам зрения, что приводит к утрате сетевого нейтралитета.

## Проблемы
Концентрация собственности на средства массовой информации очень часто рассматривается как проблема современных медиа и общества.

### Свобода прессы и редакционная независимость
Йоханнес фон Донаньи в докладе 2003 года, опубликованном Офисом представителя по вопросам свободы медиа Организации по безопасности и сотрудничеству в Европе (ОБСЕ), утверждал, что рыночная концентрация на медиарынке — независимо от того, осуществляется ли она отечественными или иностранными инвесторами — должна «тщательно отслеживаться», поскольку «горизонтальная концентрация может представлять опасность для плюрализма и разнообразия медиа, в то время как вертикальная концентрация может создавать барьеры для входа новых конкурентов». Фон Донаньи подчёркивает, что для «защиты свободных и независимых печатных медиа и защиты профессиональной журналистики как одного из краеугольных камней конституционной демократии» необходимы стандарты редакционной независимости, более эффективная защита трудовых прав профессиональных журналистов и независимые институты «для мониторинга выполнения и соблюдения всех законов и положений, касающихся процессов концентрации, плюрализма СМИ, разнообразия контента и журналистских свобод».

### Дерегулирование
Роберт У. Макчесни утверждает, что концентрация владения медиа обусловлена переходом к неолиберальной политике дерегулирования, которая основывается на рыночном подходе. Дерегулирование фактически устраняет государственные барьеры, позволяя коммерчески эксплуатировать медиа. Мотивация для слияния медиа-компаний включает увеличение прибыли, снижение рисков и поддержание конкурентного преимущества.
В противоположность этому, сторонники дерегулирования утверждают, что культурные торговые барьеры и правила наносят вред потребителям, а государственная поддержка в форме субсидий мешает странам развивать собственные сильные медиакомпании. Открытие границ более выгодно для стран, чем сохранение протекционистских регуляций.
Критики дерегулирования СМИ и связанной с этим концентрации собственности опасаются, что такие тенденции будут продолжать сокращать разнообразие предоставляемой информации, а также снижать ответственность поставщиков информации перед обществом. В конечном итоге, как утверждают критики, консолидация приведёт к плохо информированной общественности, ограниченной узким выбором медиа, которые предоставляют только ту информацию, которая не наносит ущерба растущему кругу интересов медийного олигархата.
По мнению этих критиков, дерегулирование СМИ является опасной тенденцией, способствующей росту концентрации владения медиа и, как следствие, снижению общего качества и разнообразия информации, распространяемой через основные медиаканалы. Увеличение концентрации собственности на медиа может привести к корпоративной цензуре, которая затронет широкий спектр критического мышления.

## Плюрализм СМИ
Концентрация владения медиа часто считается одним из ключевых факторов, снижающих плюрализм СМИ. Высокая концентрация медиарынка увеличивает вероятность сокращения разнообразия политических, культурных и социальных точек зрения. Даже если владение медиа является одной из главных проблем при оценке плюрализма СМИ, концепция плюрализма СМИ шире, поскольку она затрагивает многие аспекты: от правил контроля за слияниями до редакционной свободы, статуса общественных вещателей, условий работы журналистов, взаимоотношений медиа и политики, представительства местных и региональных сообществ, а также включения голосов меньшинств.
Кроме того, медийный плюрализм включает в себя все меры, гарантирующие гражданам доступ к разнообразным источникам, чтобы обеспечить формирование плюрализма мнений в общественной сфере без чрезмерного влияния доминирующих сил.
Кроме того, медийный плюрализм имеет двойное измерение: внутреннее и внешнее. Внутренний плюрализм касается разнообразия внутри конкретной медиаорганизации. В этом контексте многие страны требуют от общественных вещательных служб учитывать различные точки зрения и мнения, включая взгляды групп меньшинств. Внешний плюрализм напротив, относится к общей медийной среде, например, к количеству медиа-организаций, действующих в данной стране.
Владение медиа может представлять серьезную угрозу плюрализму, когда владельцы вмешиваются в независимость журналистов и редакционную политику. Однако в условиях свободной рыночной экономики владельцы должны иметь возможность определять стратегию своей компании, чтобы оставаться конкурентоспособными на рынке. Кроме того, плюрализм не означает нейтралитет и отсутствие мнения, поскольку наличие редакционной линии является неотъемлемой частью роли редакторов при условии, что эта линия прозрачна и чётко обозначена как для сотрудников, так и для аудитории.

### Факторы, определяющие плюрализм СМИ

#### Размер и богатство рынка
«В любой экономике свободного рынка уровень ресурсов, доступных для предоставления медиа, будет ограничиваться в основном размером и богатством этой экономики, а также склонностью ее жителей потреблять медиа». [Джиллиан Дойл; 2002:15]
Страны с относительно крупными рынками, такие как Великобритания, Франция или Испания, имеют больше финансовых возможностей для поддержки разнообразия контента и способны удерживать больше медиакомпаний на рынке (так как их цель — получение прибыли). Более разнообразная контент и фрагментированная структура собственности способствуют плюрализму. Напротив, небольшие рынки, такие как Ирландия или Венгрия, страдают от недостатка разнообразия контента, доступного в странах с более крупными рынками.
Это означает, что «поддержка медиа через прямую оплату» и «уровень потребительских расходов», а также «доступность рекламной поддержки» [Джиллиан Дойл; 2002:15] в этих странах ниже из-за небольшой численности аудитории. В целом, размер и богатство рынка определяют разнообразие как медийного контента, так и владельцев СМИ.

#### Консолидация ресурсов
Консолидация функций издержек и совместное использование затрат. Разделение затрат является распространённой практикой одномедийной, так и в кросс-медийной среде. Например, «для многопрофильных теле- или радиовещательных компаний, чем больше однородности между различными службами, находящимися в общей собственности (или чем больше элементов в расписании программ, которые могут совместно использоваться „разными“ станциями), тем больше возможностей для экономии».
Однако основная проблема плюрализма заключается в том, что разные организации, находящиеся под разным управлением, могут покупать одни и те же новости, например, у одного и того же информационного агентства. В Великобритании крупнейшим поставщиком новостей является The Press Association (PA). Вот цитата с веб-сайта PA: «The Press Association предоставляет услуги всем национальным и региональным ежедневным газетам, крупным вещательным компаниям, онлайн-издателям и широкому кругу коммерческих организаций».
В целом, в системе, где все различные медиаорганизации получают свои новости из одного источника, такую систему сложно назвать плюралистичной. Именно здесь играет роль разнообразие контента.

### Плюрализм в собственности СМИ

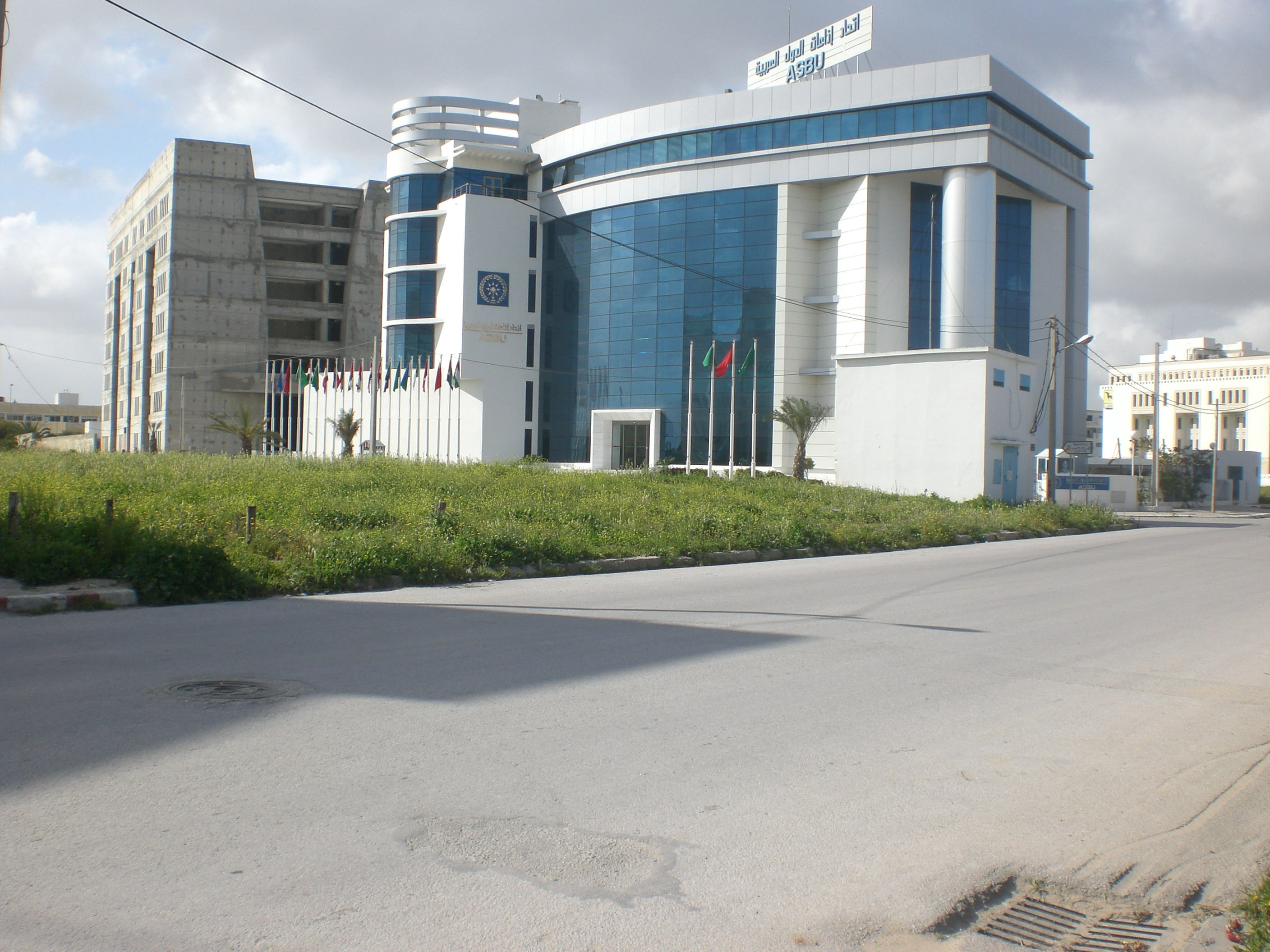
Здание Союза вещания арабских государств в Тунисе

Приватизация СМИ и снижение доминирования государства над медиаконтентом продолжаются с 2012 года. В арабском регионе Союз вещания арабских государств (ASBU) насчитал 1230 телевизионных станций, вещающих через арабские и международные спутники, из которых 133 государственные и 1097 частных.
Согласно отчету ASBU, эти данные свидетельствуют о снижении доли государственных каналов и росте доли национальных частных и иностранных публичных станций, ориентированных на арабский регион. Сокращение прямого государственного участия во всем медийном секторе обычно регистрируется как положительная тенденция, но параллельно с этим наблюдается рост количества медиаресурсов с сектантской повесткой.
В Африке некоторые частные медиа сохраняют тесные связи с правительствами или отдельными политиками, в то время как медиакомпании, принадлежащие политически нейтральным лицам, боролись за выживание, часто сталкиваясь с рекламными бойкотами со стороны государственных органов. Почти во всех регионах модели общественного вещания сталкиваются с проблемами финансирования. В Западной, Центральной и Восточной Европе финансирование общественного вещания стагнирует или сокращается с 2012 года.
За последние пять лет появились новые типы перекрестного владения, которые породили новые вопросы о том, где следует проводить грань между медиа и другими отраслями. Примечательным случаем стало приобретение The Washington Post основателем онлайн-ритейлера Amazon. Хотя изначально это вызвало опасения относительно независимости газеты, она значительно укрепила свои позиции в онлайн- и печатных медиа и внедрила существенные инновации.
Модель владения медиа, ориентированная на сообщество, продолжает сохраняться в некоторых регионах, особенно в изолированных, сельских или неблагополучных районах, главным образом в сфере радиовещания. Согласно этой модели, некоммерческие медиа управляются и руководятся самими сообществами, которым они служат.